# Церкљанска Добрава
Церкљанска Добрава (словен. Cerkljanska Dobrava) је насељено место у општини Церкље на Горењскем, Горењска регија, Словенија.

## Историја
До територијалне реорганизације у Словенији била је у саставу старе општине Крањ.

## Становништво
У попису становништва из 2011. године, Церкљанска Добрава је имала 83 становника.
| Број становника према пописима | Број становника према пописима | Број становника према пописима |
| ------------------------------ | ------------------------------ | ------------------------------ |
| 1991                           | 2002                           | 2011                           |
| 47                             | 81                             | 83                             |

Напомена: До 1952. исказивано под именом Добрава.